# Luigi Impastato
Luigi Impastato (Cinisi, 12 ottobre 1904 – Cinisi, 19 settembre 1977) è stato un mafioso italiano, legato a Cosa nostra, noto per essere stato il padre dell'attivista antimafia Peppino Impastato e amico e complice del boss Gaetano Badalamenti.

## Biografia
Luigi Impastato nacque nel 1904 a Cinisi, in una famiglia di piccoli allevatori legati alla mafia locale; non tentò di ribellarsi al destino che gli sarebbe spettato in quanto membro di una famiglia di mafiosi, legando subito con l'ambiente di Cosa nostra. Durante il fascismo fu condannato a tre anni di confino a Ustica per attività mafiose; nello stesso periodo una sua sorella sposò il capomafia di Cinisi Cesare Manzella. Alla fine del confino si dedicò al contrabbando di generi alimentari.
Nel 1947 sposò Felicia Bartolotta, casalinga figlia di un impiegato al comune di Cinisi che, quando venne a conoscenza dei legami con la mafia, tentò di evitare il matrimonio.
Era capo di una piccola parte di un clan più vasto.
Dal matrimonio nacquero tre figli: Giuseppe detto "Peppino" nel 1948, Giovanni nel 1949, morto nel 1952 a soli 3 anni, e nel 1953 il terzo figlio, chiamato anch'egli Giovanni. 
Dopo l'assassinio di suo cognato Cesare nel 1963, Impastato fu in buoni rapporti con il nuovo capomafia di Cinisi, Gaetano Badalamenti, aiutandolo nei momenti di difficoltà; lo stesso Badalamenti, nel 1978, sarà il mandante dell'omicidio di suo figlio Peppino Impastato, che aveva cominciato una fervente lotta alla mafia grazie alla sua radio libera, Radio Aut, a Terrasini.
Morì ad un mese dal suo 73º compleanno, il 19 settembre del 1977, investito di notte da un'auto, ma non è stato mai dimostrato se sia stato ucciso deliberatamente. Al suo funerale il figlio Peppino rifiutò di stringere la mano ai boss di Cinisi, reazione che suscitò molto scandalo in paese.

## Filmografia
Nel film I cento passi di Marco Tullio Giordana, dedicato a Peppino Impastato, Luigi Impastato è impersonato da Luigi Maria Burruano.